# Hans Hahn (esesman)
Hans Hahn (ur. 1894, zm. ?) – zbrodniarz nazistowski, esesman, członek załogi niemieckich obozów koncentracyjnych Flossenbürg i Dachau.
Członek Waffen-SS od 28 grudnia 1939. W czasie II wojny światowej pełnił służbę w obozach we Flossenbürgu i Dachau, a także w kilku podobozach KL Dachau, między innymi w Gondorf, Fischhorn, Mühldorf i Rainer Flughafen (kierował tu oddziałami wartowniczymi). Był również zastępcą dowódcy jednej z kolumn ewakuacyjnych więźniów.
W procesie załogi Dachau (US vs. Johann Batoha i inni), który odbył się 15 listopada 1946 przed amerykańskim Trybunałem Wojskowym w Dachau skazany został na 2,5 roku pozbawienia wolności.